# Pożar kościoła jezuitów w Santiago

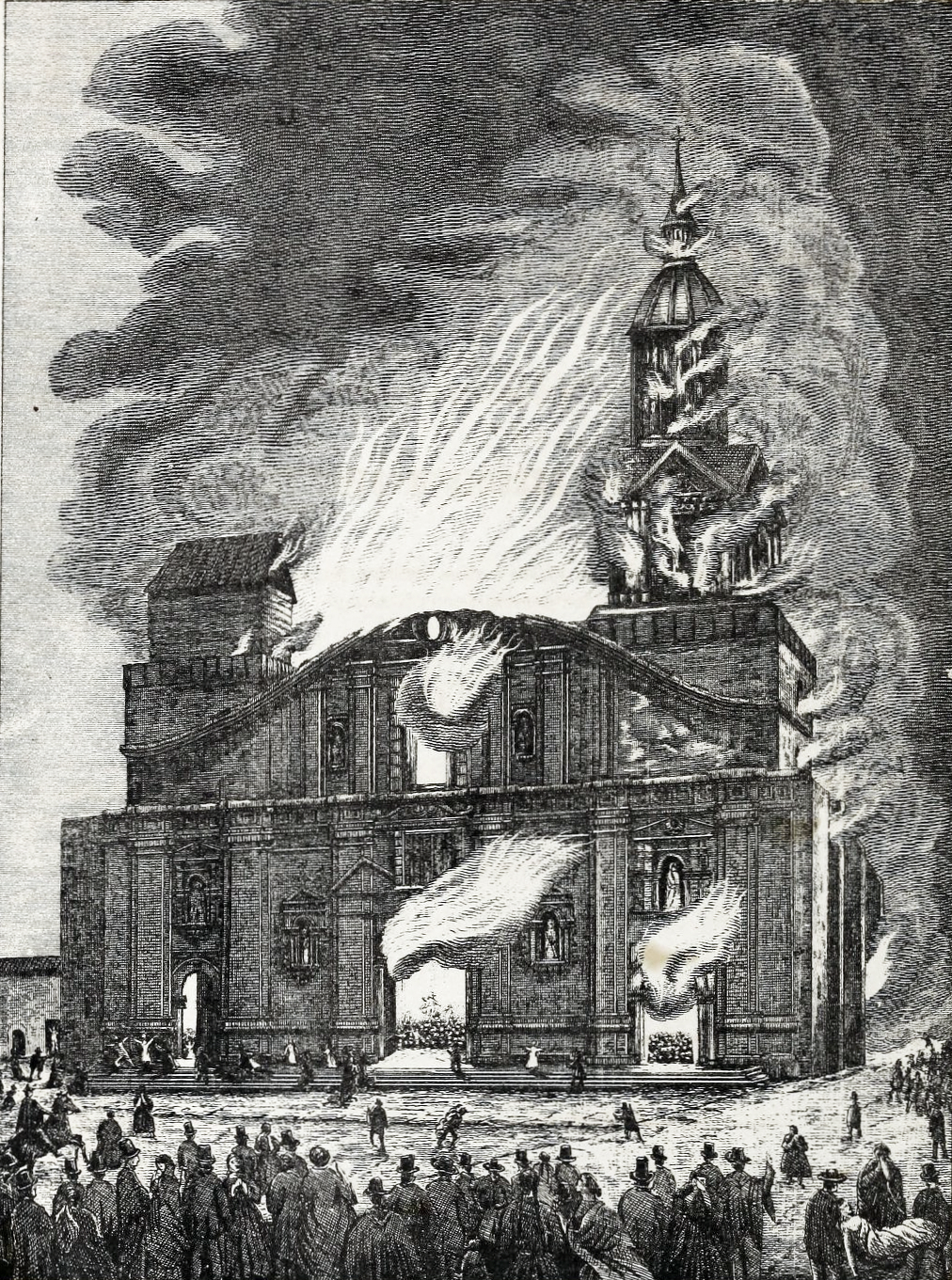
Pożar kościoła jezuitów

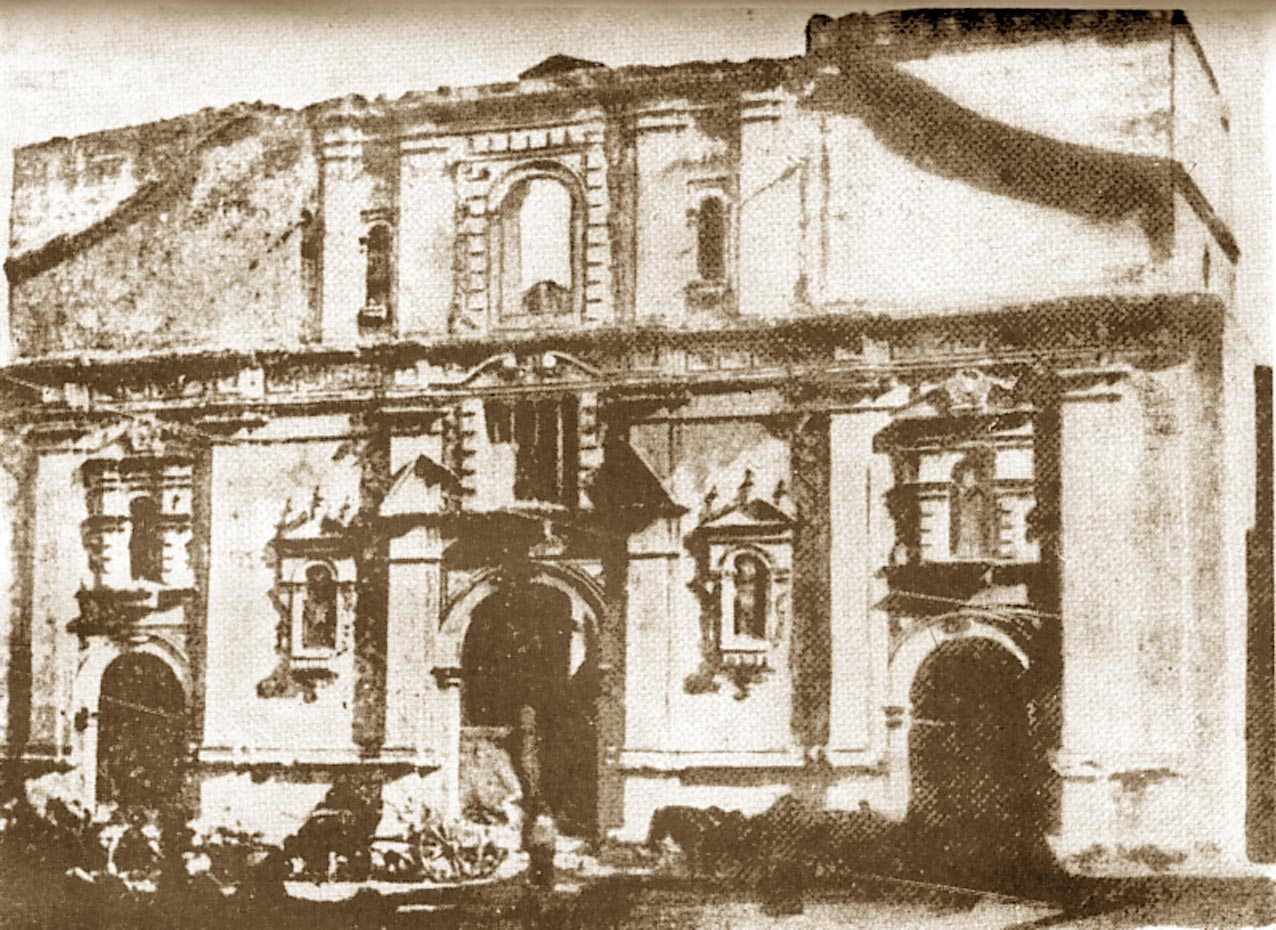
Ruiny spalonego kościoła

Pożar kościoła jezuitów w Santiago – katastrofa budowlana wywołana pożarem kościoła jezuickiego w Santiago (Chile) 8 grudnia 1863. W jej wyniku zginęło około 2500 osób.

## Przebieg wydarzeń
Kościół jezuitów w Santiago (hiszp. Iglesia de la Compañía de Jesús), zbudowany w XVII w. był umiejscowiony w pobliżu jednego z największych ośrodków kultu maryjnego w Chile. 8 grudnia 1863, w dniu święta Niepokalanego Poczęcia NMP w kościele zebrał się tłum wiernych. W tym dniu w kościele zapalono kilkanaście lamp, a ściany świątyni pokrywały girlandy z papieru i tkaniny ozdobne. Do części ozdób przymocowano palące się świece i lampiony.
Pożar w świątyni wybuchł kilka minut przed 19.00, kiedy od lampy gazowej oświetlającej ołtarz zajęły się wiszące w pobliżu zasłony. Nieudolna próba stłumienia ognia doprowadziła do rozprzestrzenienia się ognia na drewniany dach, pokrywający świątynię i na wiszące na ścianach ozdoby. Zdecydowaną większość zgromadzonych w kościele wiernych stanowiły kobiety i dzieci. Grupa kobiet znajdujących się w środku wpadła w panikę, kiedy okazało się, że boczne drzwi kościoła są zamknięte, a jedyną drogą ucieczki jest główne wejście. W ucieczce przeszkadzały noszone wówczas powszechnie krynoliny. Co najmniej kilkaset osób udało się uratować w ciągu pierwszych piętnastu minut od wybuch pożaru. Wśród osób niosących pomoc był amerykański ambasador w Santiago Thomas Nelson, bezpośredni świadek katastrofy, który miał osobiście wyprowadzić z kościoła kilkanaście kobiet. Ciała osób zadeptanych w tłoku zablokowały drzwi i ostatnią drogę ucieczki dla wiernych, napierających ze środka kościoła. O 22.00 runęła do wewnątrz budynku drewniana wieża kościoła, zabijając ranne, ale żywe osoby, które nadal przebywały w świątyni.

## Konsekwencje tragedii

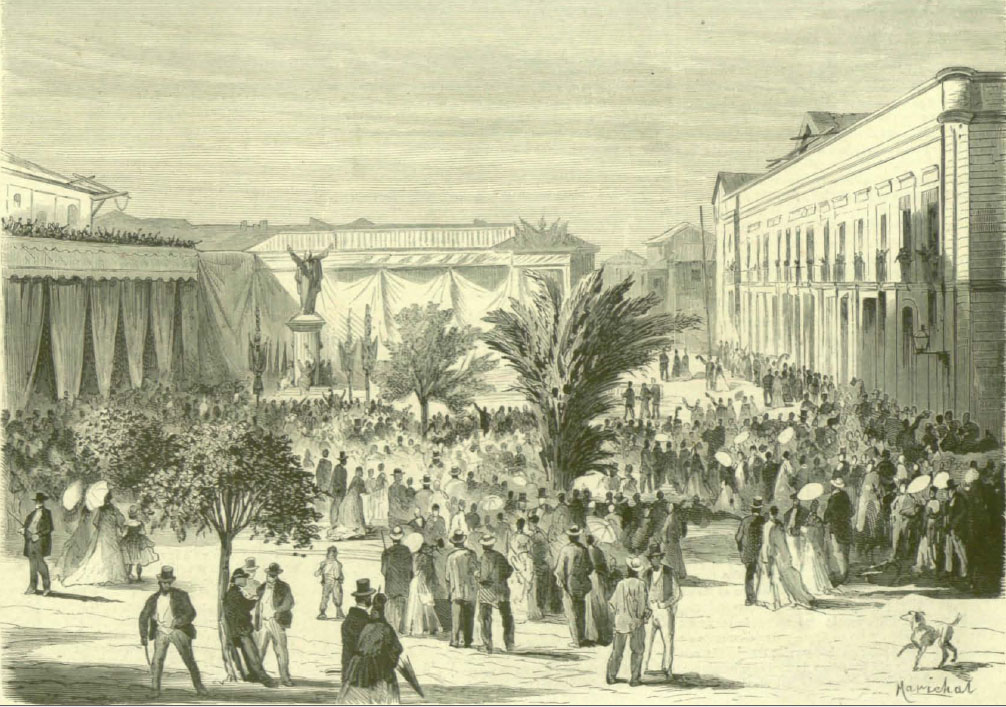
Odsłonięcie pomnika ofiar w 1874

W wyniku katastrofy straciło życie około 2500 ludzi, co uczyniło z niej jeden z najtragiczniejszych pożarów w historii ludzkości. Usuwanie ciał z pogorzeliska trwało 10 dni. Większości ofiar nie można było rozpoznać, dlatego pochowano je we wspólnej mogile na głównym cmentarzu miejskim (Cementerio General de Santiago).
Ocalałe z pożaru ściany kościoła zostały rozebrane, a w miejscu tragedii powstał ogród. W miejscu, w którym znajdował się ołtarz spalonego kościoła w 1874 stanął pomnik, upamiętniający ofiary pożaru. Dzwony kościelne, ocalałe z pożaru trafiły do kościoła w Oystermouth k. Swansea (Walia). Dzwony były używane do 1964, następnie z powodu zbyt dużego obciążenia wieży kościelnej zdjęto je i ustawiono obok kościoła. W wyniku porozumienia między Kościołem a rządem Chile dzwony powróciły do Santiago w 2010.
Dwa tygodnie po pożarze powołano do życia pierwszą jednostkę ochotniczej straży pożarnej, której nie było do tej pory w liczącym ponad 100 tysięcy mieszkańców Santiago.